# Hugh Franklin
Hugh Franklin (Muskogee, 24 agosto 1916 – 26 settembre 1986) è stato un attore statunitense.
È noto principalmente per aver impersonato il dottor Charles Tyler nella soap opera La valle dei pini, ruolo che interpretò dall'inizio della serie fino al 1983, quando dovette abbandonare per i suoi crescenti problemi di udito.
Partecipò inoltre ad altre soap opera come: Così gira il mondo, Dark Shadows e Love of Life.

## Vita privata
Franklin si sposò con la scrittrice Madeleine L'Engle nel 1946, la coppia ebbe tre figli: Josephine, Maria e Bion. Franklin morì di cancro il 26 settembre 1986.

## Filmografia parziale
- ABC Stage 67 – serie TV, episodio 1x06 (1966)